# Allactaga balikunica
Allactaga balikunica е вид бозайник от семейство Тушканчикови (Dipodidae).

## Разпространение
Видът е разпространен в Китай (Синдзян) и Монголия.